# New Boston, Texas
New Boston là một thành phố thuộc quận Bowie, tiểu bang Texas, Hoa Kỳ. Năm 2010, dân số của xã này là 4550 người.

## Dân số
- Dân số năm 2000: 4808 người.
- Dân số năm 2010: 4550 người.